# یاووره (استان پومرانی)
یاووره (به لاتین: Jawory) یک روستا در لهستان است که در گمینا دنبنگتسا کاشوبسکا واقع شده‌است. یاووره ۱۵۰ نفر جمعیت دارد.